# (541062) 2018 CL11
(541062) 2018 CL11 es un asteroide perteneciente al cinturón de asteroides descubierto el 12 de abril de 2010 por Wide-field Infrared Survey Explorer desde el telescopio espacial Wide-Field Infrared Survey Explorer (WISE), Estados Unidos.

## Designación y nombre
Designado provisionalmente como 2018 CL11.

## Características orbitales
2018 CL11 está situado a una distancia media del Sol de 2,918 ua, pudiendo alejarse hasta 3,218 ua y acercarse hasta 2,617 ua. Su excentricidad es 0,103 y la inclinación orbital 12,14 grados. Emplea 1820,83 días en completar una órbita alrededor del Sol.

## Características físicas
La magnitud absoluta de 2018 CL11 es 16,1. 